# Guacarhue

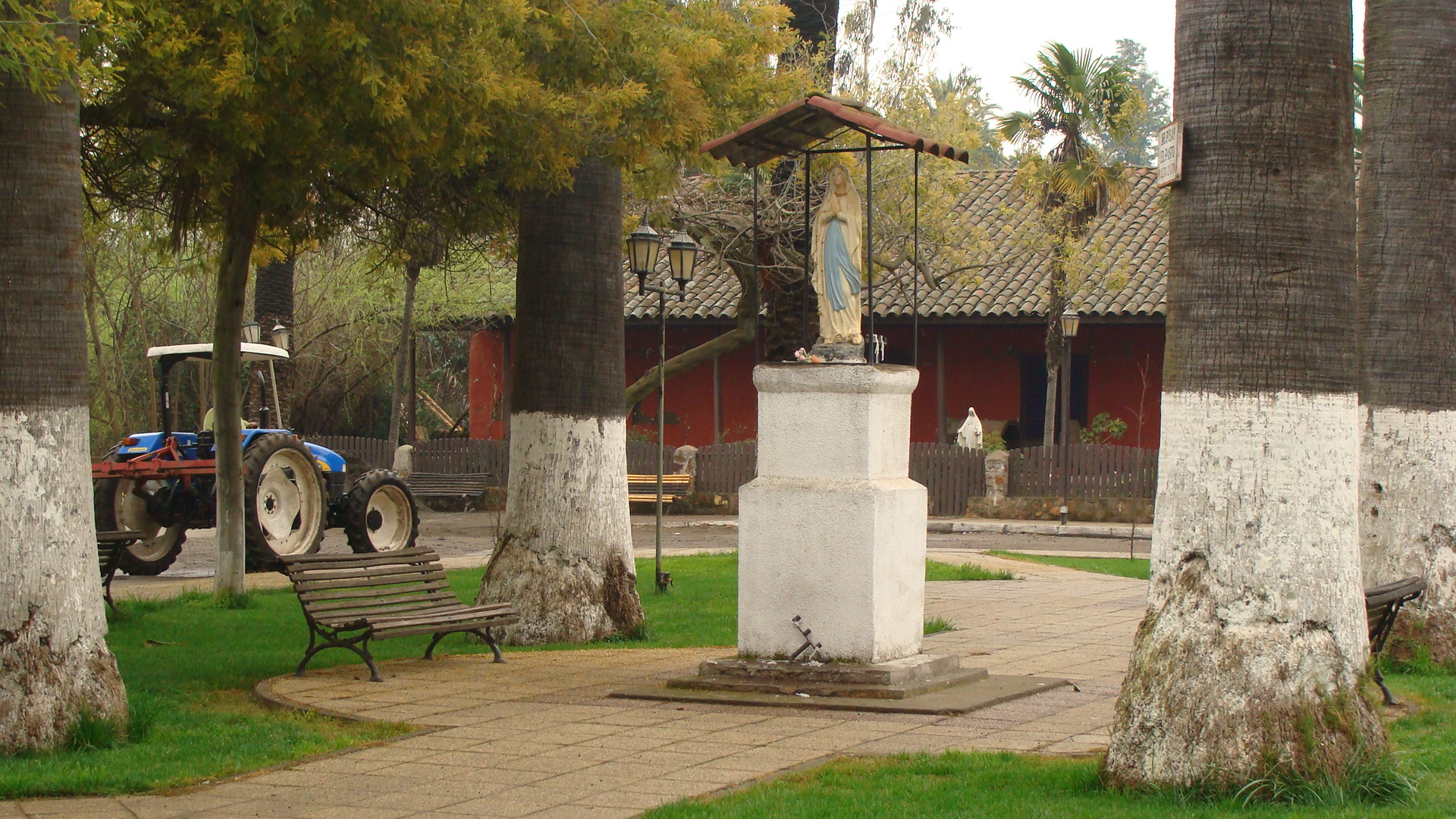
Plaza de Guacarhue.

Guacarhue (del mapudungún: Guacar hue ‘ el lugar donde se encuentran tesoros. ’‘’) es una localidad chilena, ubicada en la comuna de Quinta de Tilcoco, en la Provincia de Cachapoal, Región de O'Higgins. Tiene 886 habitantes según el censo de 2017.

Guacarhue.-—Aldea del departamento de Caupolicán, situada á unos 20 kilómetros al ONO. de Rengo su capital y cercana al O. de la aldea de la Quinta, dejando á unos 12 hacia el SO. la de Taguatagua y al O. la de Zúñiga. Consta de 800 habitantes y posee iglesia parroquial, oficinas de registro civil y correo, dos escuelas gratuitas y cultivados campos en contorno. El nombre, proveniente de guaca y rehue, significa distrito de bienes, como ganados. 
Francisco Solano Asta-Buruaga y Cienfuegos, Diccionario Geográfico de la República de Chile (1897)

## Lugares patrimoniales
Existen varios lugares patrimoniales en la localidad, entre los cuales están la antigua Casa de Ejercicios, fundada por el presbítero Tomás Argomedo, la cual se convirtió en 1986 en parroquia afiliada a los Clérigos Regulares de la Madre de Dios. en donde están depositadas las reliquias de San Juan Leonardi, de gran peregrinación de fieles;[cita requerida] la Gruta de la Virgen del Carmen; la Iglesia de Guacarhue; la Casa y Capilla de la Hacienda La Estacada; el Parque Caylloma y la Casa Parroquial.

### Iglesia de Guacarhue

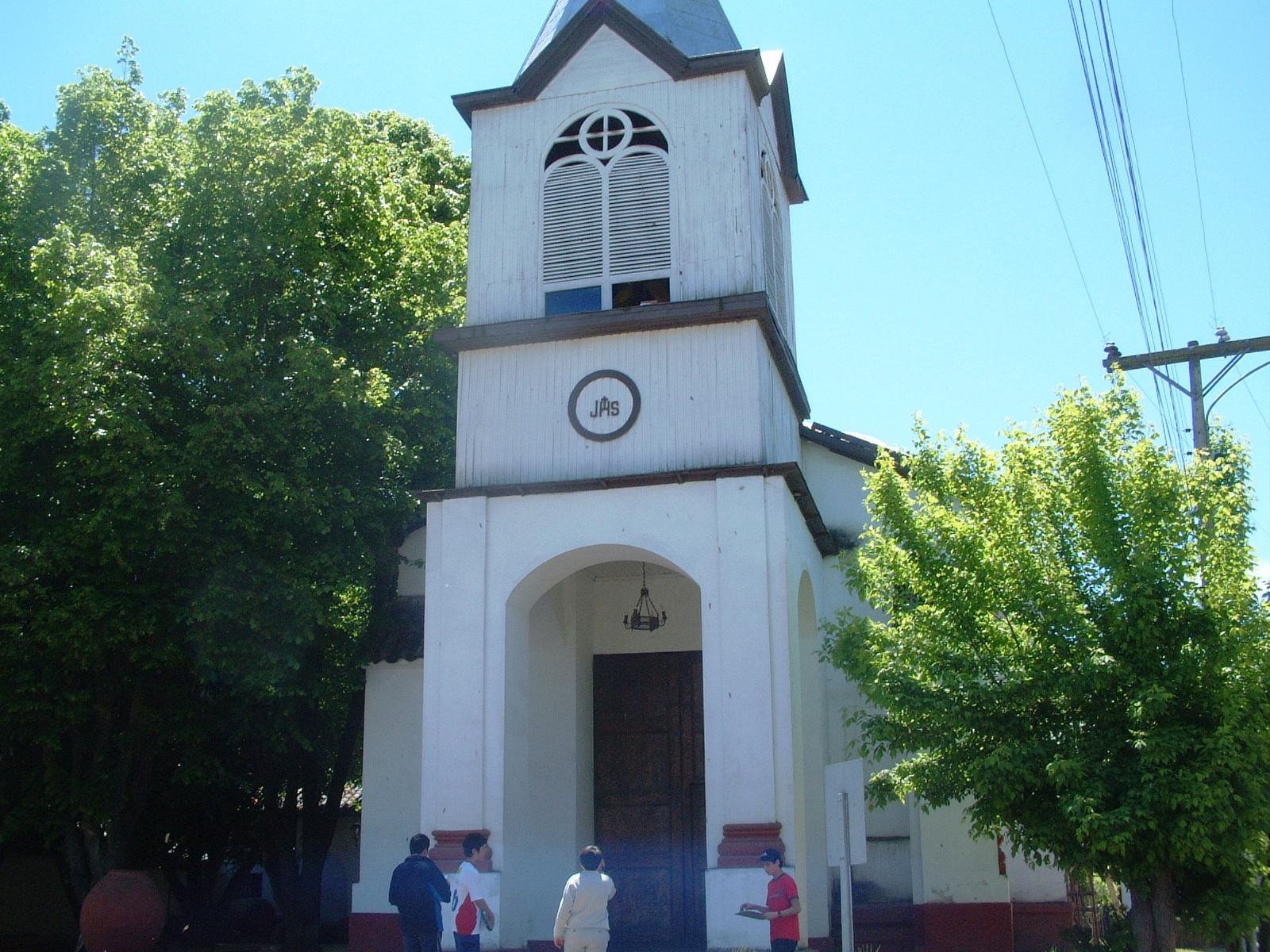
Parroquia de Guacarhue en 2004.

La Parroquia Nuestra Señora del Rosario de Guacarhue es una hermosa construcción del siglo XVIII, diseñada por el famoso arquitecto italiano Joaquín Toesca, y reconstruida con fidelidad después del terremoto de 1835.
Es una de las más antiguas del Valle del Cachapoal, está construida sobre un nivel de cuatro peldaños de una gran escalinata que rodea todo el frontis y la torre principal. Se encuentra muy bien conservada y tiene la particularidad de que en su interior posee dos naves de ángulo recto, con el altar en el cruce.
El templo va directamente a la plaza, con palmeras y un curioso trazado que resalta la gran casa parroquial.
La Iglesia de Guacarhue fue nombrada Monumento Histórico en 1991 por el Consejo de Monumentos Nacionales de Chile y la localidad de Guacarhue fue declarada Zona Típica. La iglesia quedó gravemente dañada tras el terremoto de 2010, el que provocó el colapso del 80% de la estructura.
El 7 de julio de 2012 se colocó la primera piedra en su reconstrucción, obras que fueron reinauguradas en enero de 2014.

## Personajes ilustres
- María Inés Aguilera Castro, profesora y política.
- Tristán Gálvez Palma, abogado, político y poeta.